# Heckenbraunelle
Die Heckenbraunelle (Prunella modularis) ist eine Vogelart aus der Gattung Braunellen, der einzigen Gattung in der gleichnamigen Familie Braunellen (Prunellidae). Die Heckenbraunelle ist in Mitteleuropa ein weit verbreiteter und häufiger Brut- und Sommervogel, der wegen des unauffälligen Gefieders aber meist nur durch seine Lautäußerungen auffällt. In einigen Gebieten Mitteleuropas ist sie sogar ein Jahresvogel. Heckenbraunellen sind besonders in jungen Fichtenbeständen anzutreffen. Im Gebirge kommen sie bis in die Knieholzregion vor.

## Beschreibung

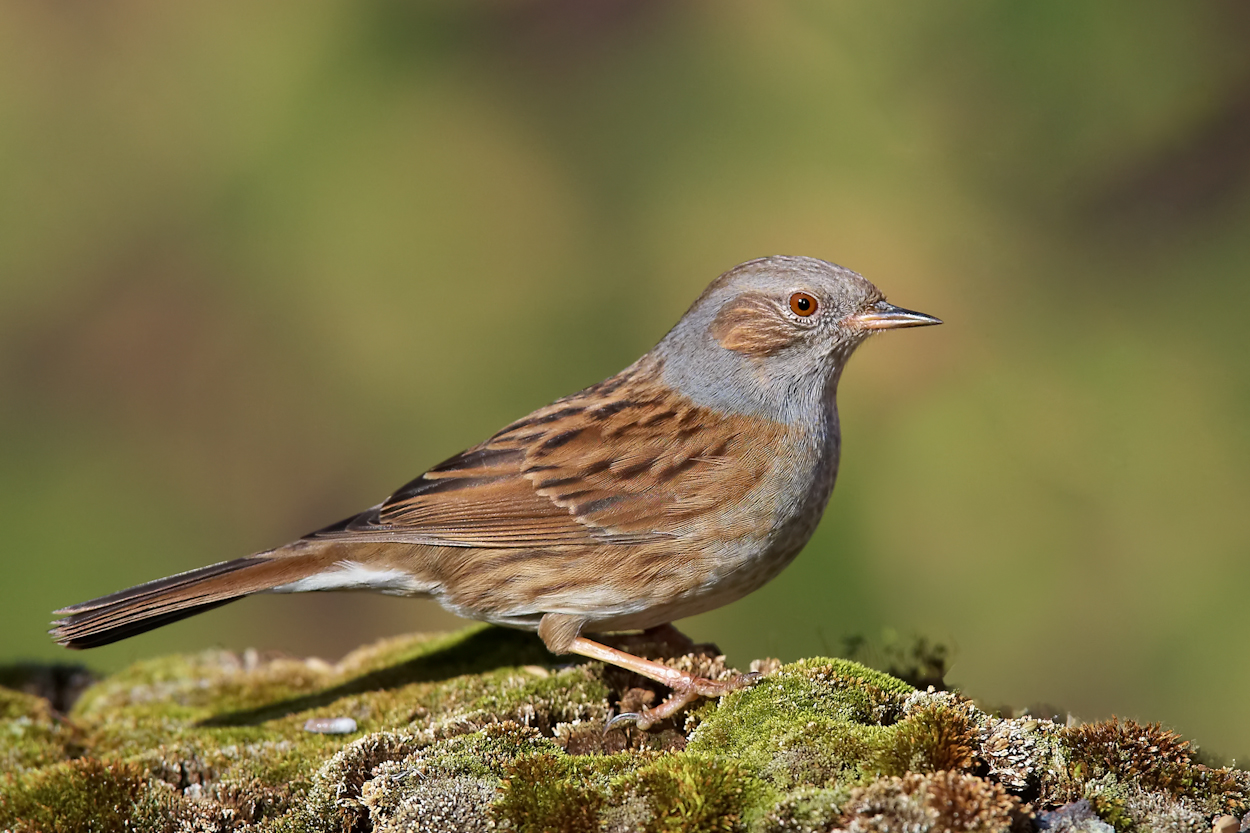
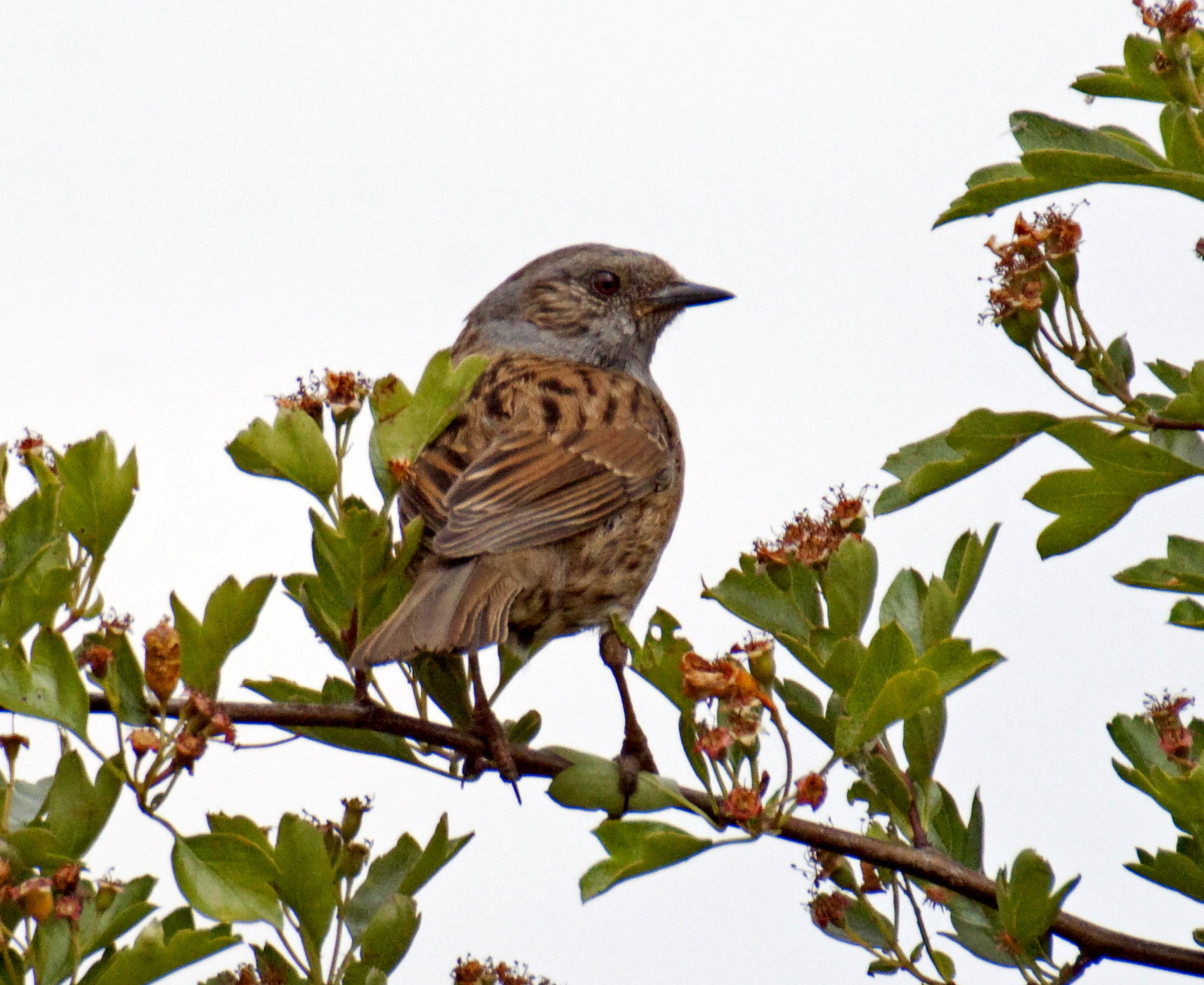
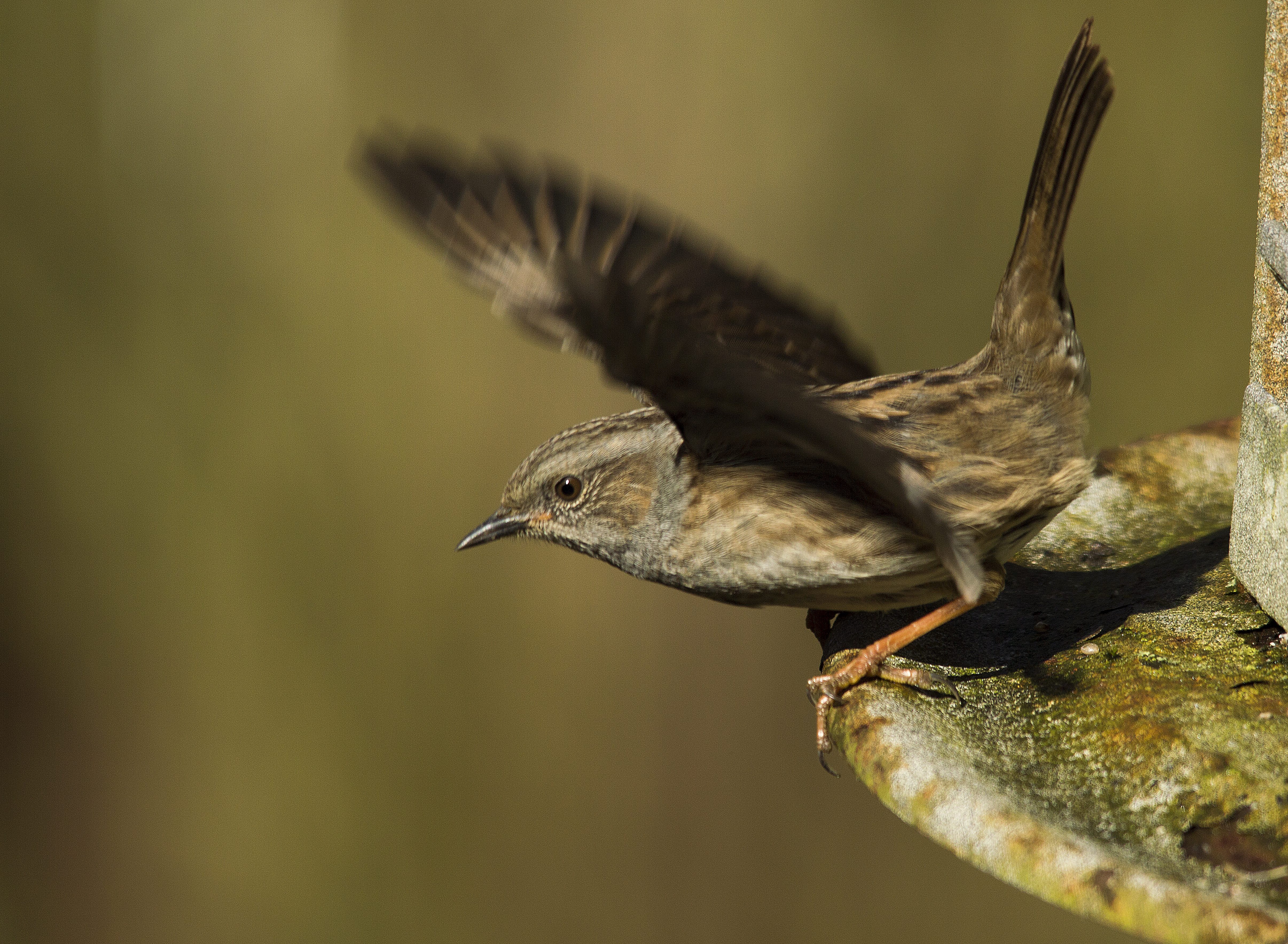
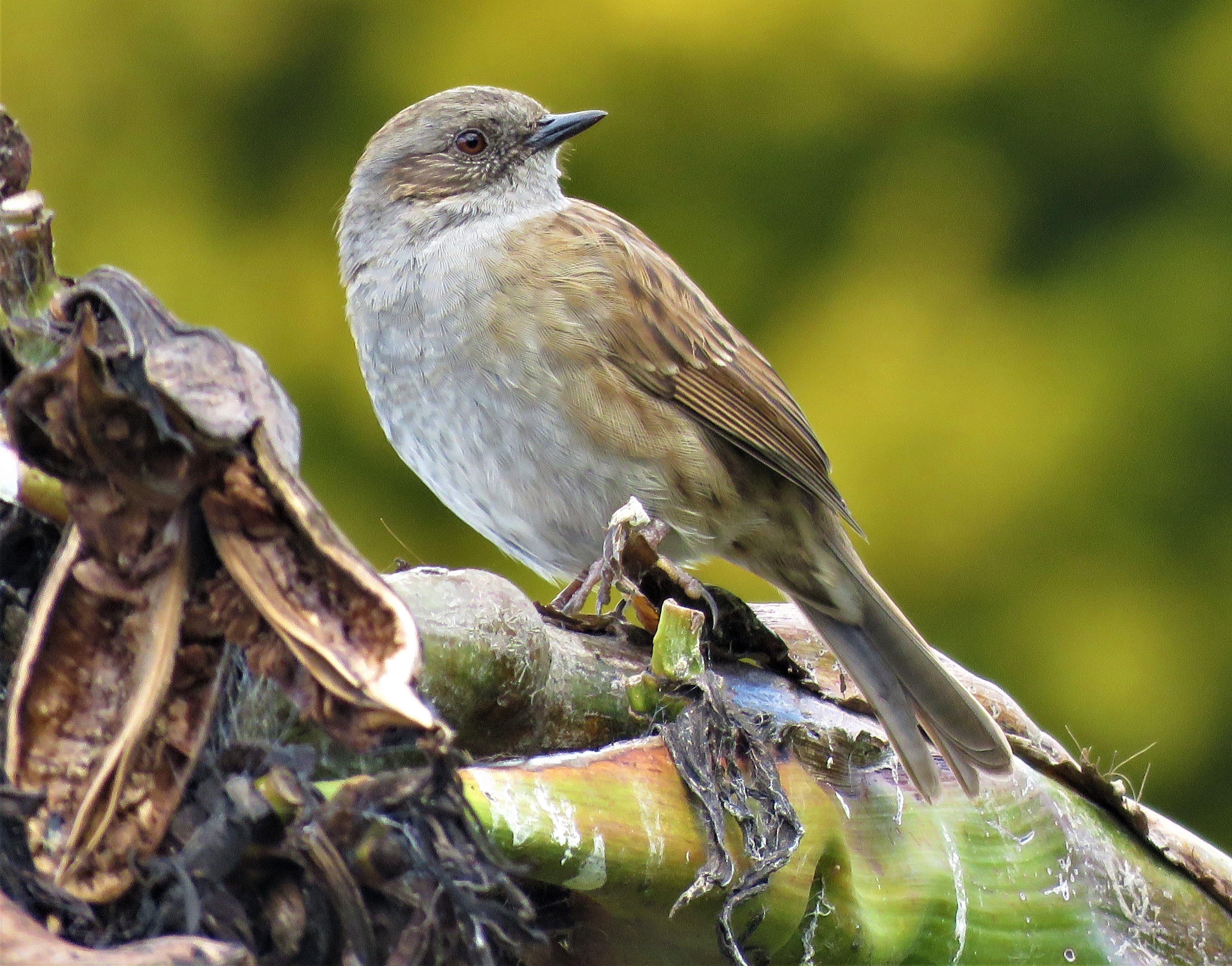
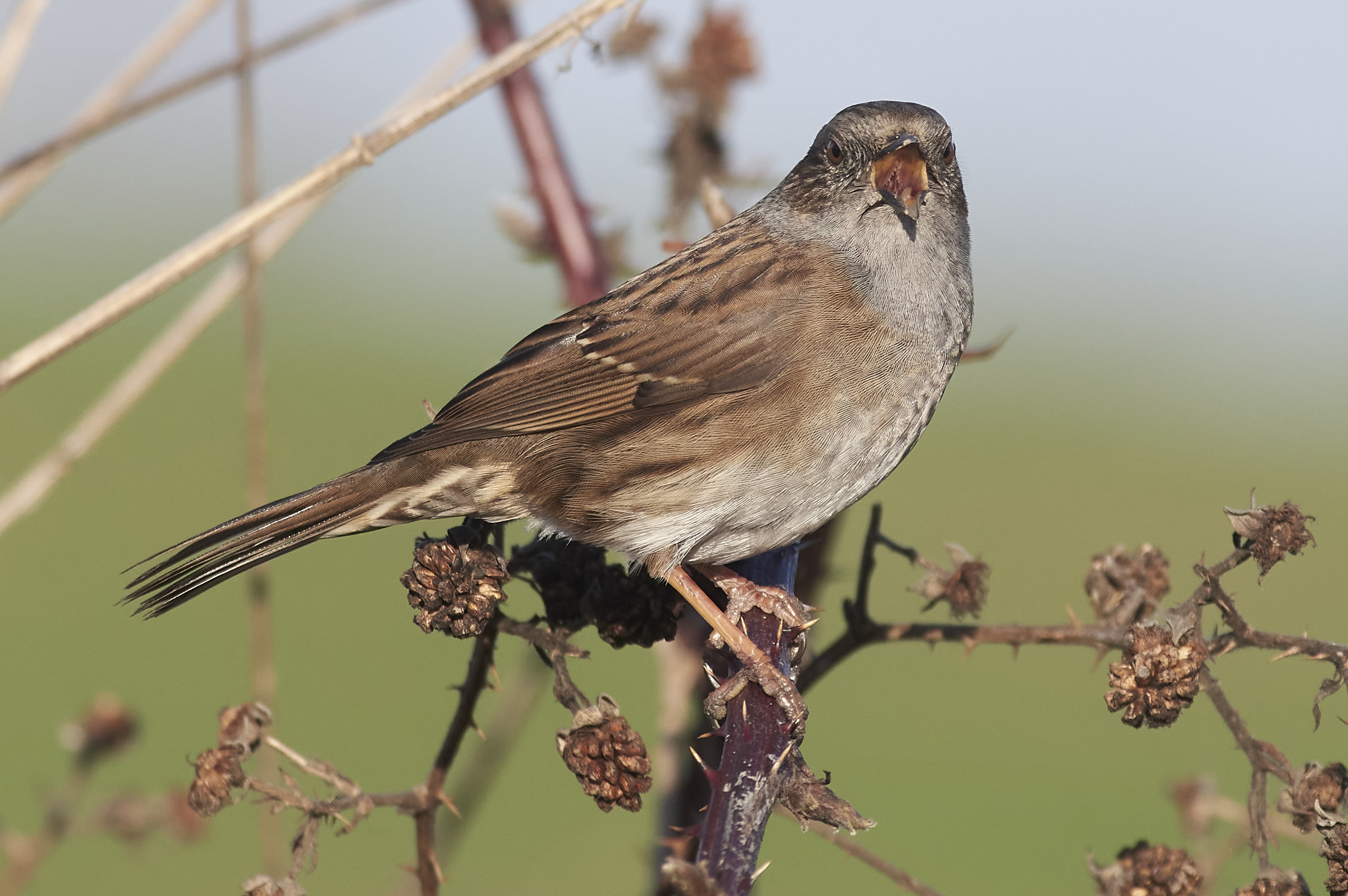

Die Heckenbraunelle ist knapp 15 cm lang und damit etwas kleiner als ein Sperling. Sie wiegt durchschnittlich 20 Gramm. Brust und Kopf sind bleigrau bis schiefergrau; Rücken und Flügel sind satt dunkelbraun und schwarz gestreift. Der dunkle, dünne Schnabel ist charakteristisch. Männchen und Weibchen sehen gleich aus.
Der Ruf ist ein dünnes, hohes „ziht“; der Gesang besteht aus einem eiligen, schlichten, nicht lauten, auf- und absteigenden Klirren (Gesang anhörenⓘ).

## Ökologie

### Ernährung
Die Nahrung besteht im Sommer aus kleinen Raupen, Käfern, Larven, Puppen und Spinnen. Im Winter ernähren sie sich von feinen Samen. Zu den besonders stark genutzten Nahrungspflanzen zählen Brennnessel sowie Ampfer, Holunder, Mohn, Miere, Vogelknöterich, Gauchheil, Portulak sowie Gräser und Seggen. Im Frühjahr frisst sie auch Samen der Erle.

### Verbreitung

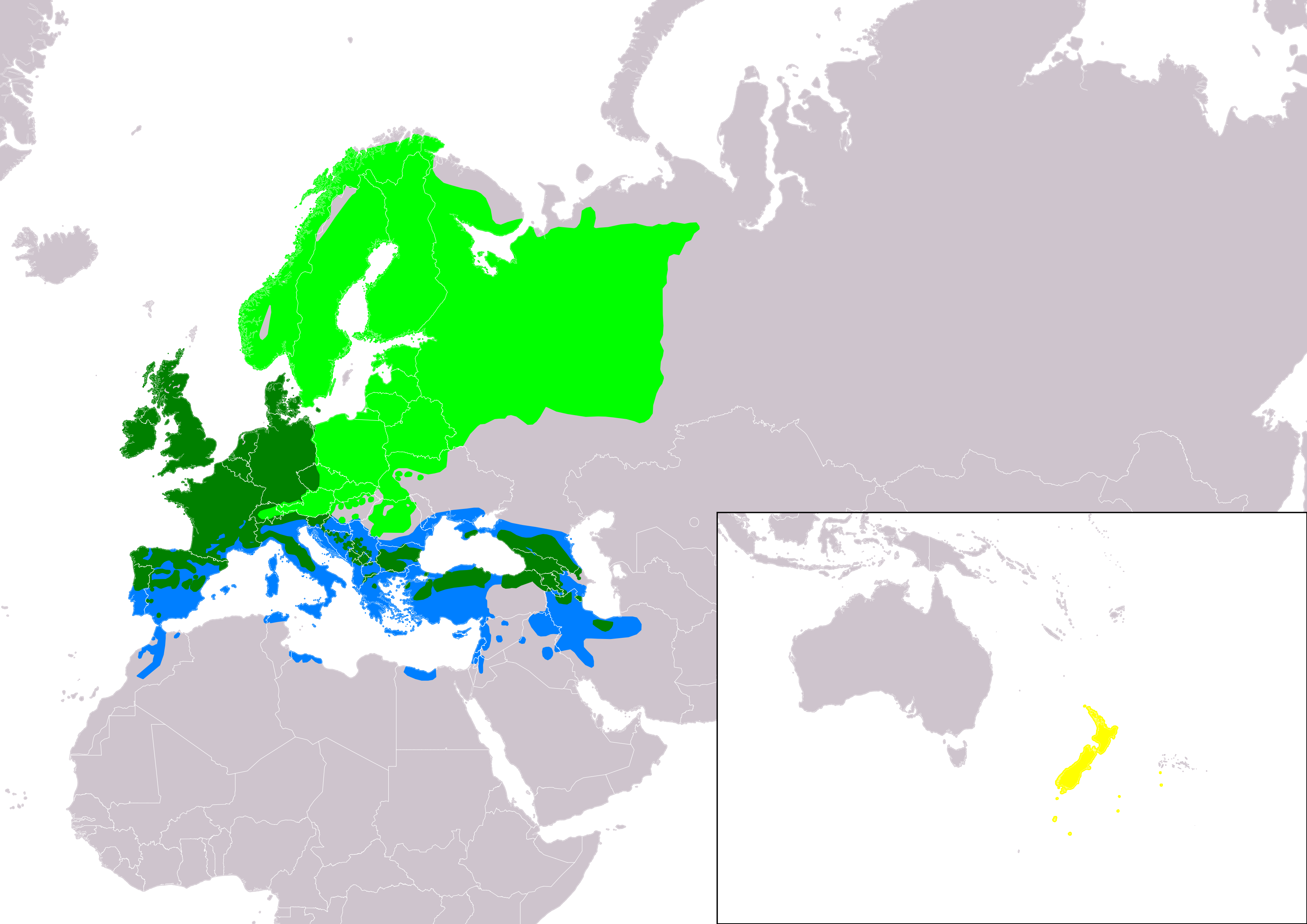
Verbreitung in Europa, Nordafrika und Vorderasien: dunkelgrün = ganzjährig, hellgrün = Brutgebiet, blau = Überwinterungsgebiet

Die Heckenbraunelle kommt im Europa der gemäßigten Zone und teils in der borealen Zone bis zur Baumgrenze vor. Das Verbreitungsgebiet erstreckt sich von Großbritannien und Irland in östlicher Richtung bis zum Ural. Die südliche Verbreitungsgrenze verläuft durch den Norden Spaniens und die Pyrenäen, Südfrankreich, den Südrand der Alpen und Karpaten. Die nördliche Grenze des Verbreitungsareals ist Nordfinnland und die Weißmeerküste sowie in östlicher Richtung etwa der 61. bis 63. nördliche Breitengrad. In Mitteleuropa kommt die Nominatform von den Tieflagen der Nord- und Ostseeküste bis zur Baumgrenze in den Alpen und Karpaten vor. Verbreitungslücken finden sich in Trockengebieten und kontinental beeinflussten Gebieten. Im Südosten Mitteleuropas ist sie auf Flussauen und Mittelgebirge konzentriert.
Heckenbraunellen sind Teilzieher, die nur in höher gelegenen und klimatisch ungünstigen Gebieten im Winter vollständig fehlen. Sie ziehen bis nach Südspanien und Nordafrika.
In Neuseeland wurden zwischen 1867 und 1882 mehrere hundert Heckenbraunellen von europäischen Einwanderern ausgesetzt, die sich als Brutvogel über das ganze Land (mit Ausnahme einiger Inseln) ausgebreitet haben.

### Lebensraum
Die Heckenbraunelle lebt an Waldrändern, in Gärten, Parks und Gebüschen, in den Alpen auch in der Krummholzzone. Ihre höchste Siedlungsdichte erreicht sie auf Flächen, die sehr dicht mit Jungfichten bestanden sind. Hier können je 10 Hektar zwischen fünf bis fünfzehn Brutpaare vorkommen. Auf Nadelwaldflächen mit höherem Nadelbaumbestand sinkt die Siedlungsdichte auf zwei Paare ab. Vergleichbare Werte werden auch für Misch- und Laubwälder erreicht.

### Brutbiologie

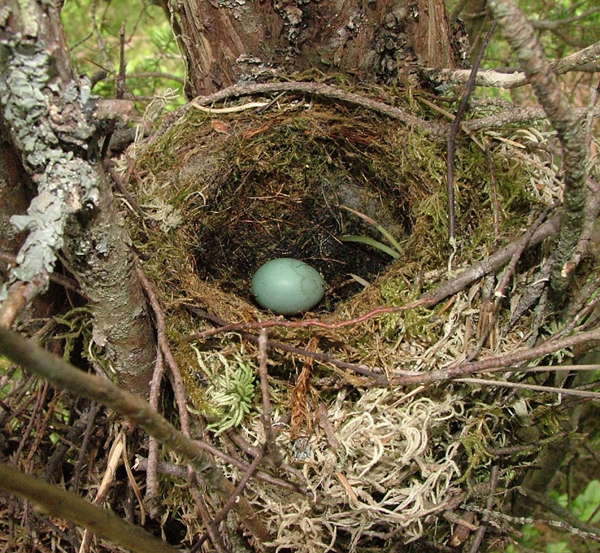
Nest der Heckenbraunelle mit einem Ei

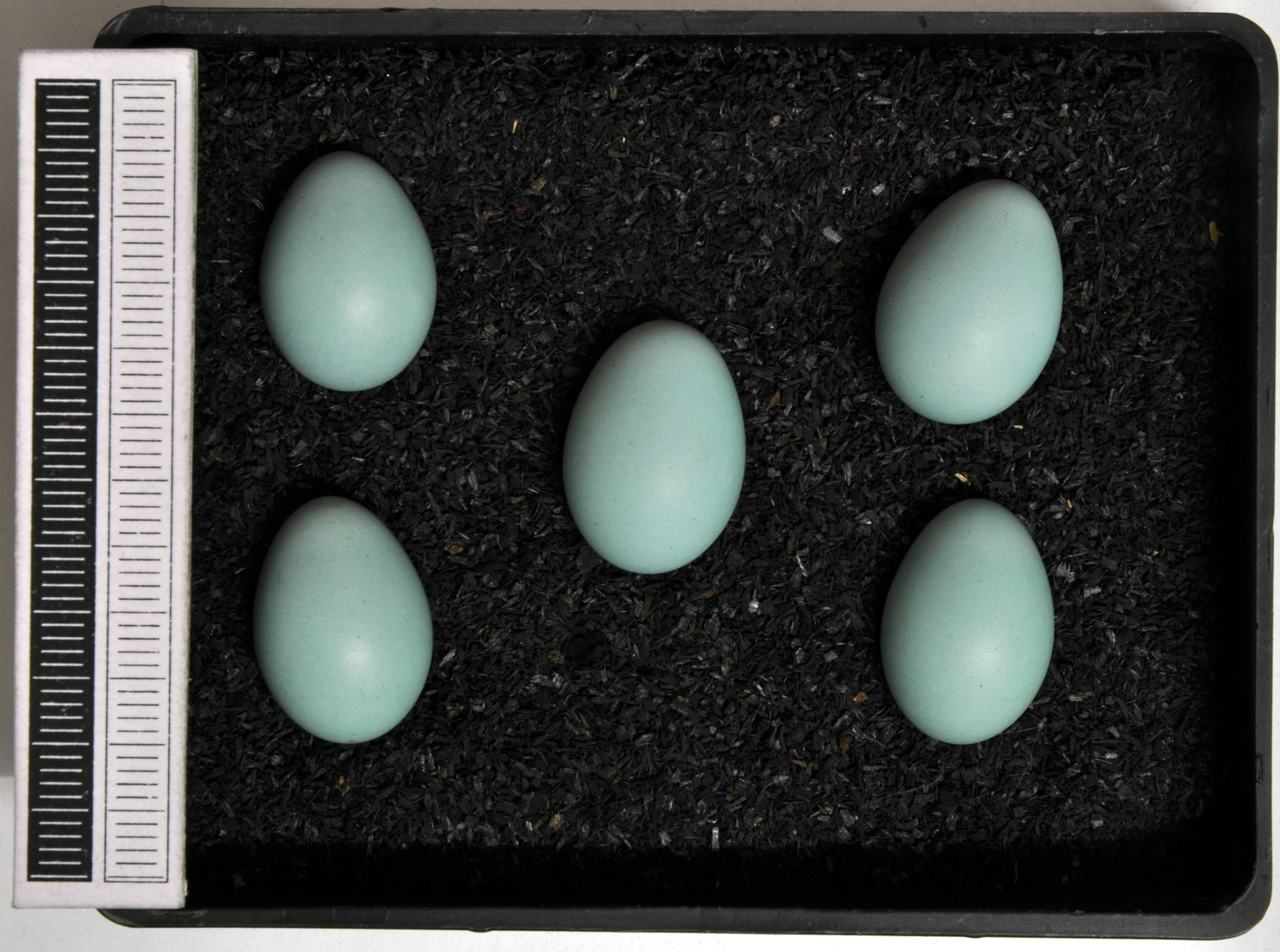
Gelege, Sammlung Museum Wiesbaden

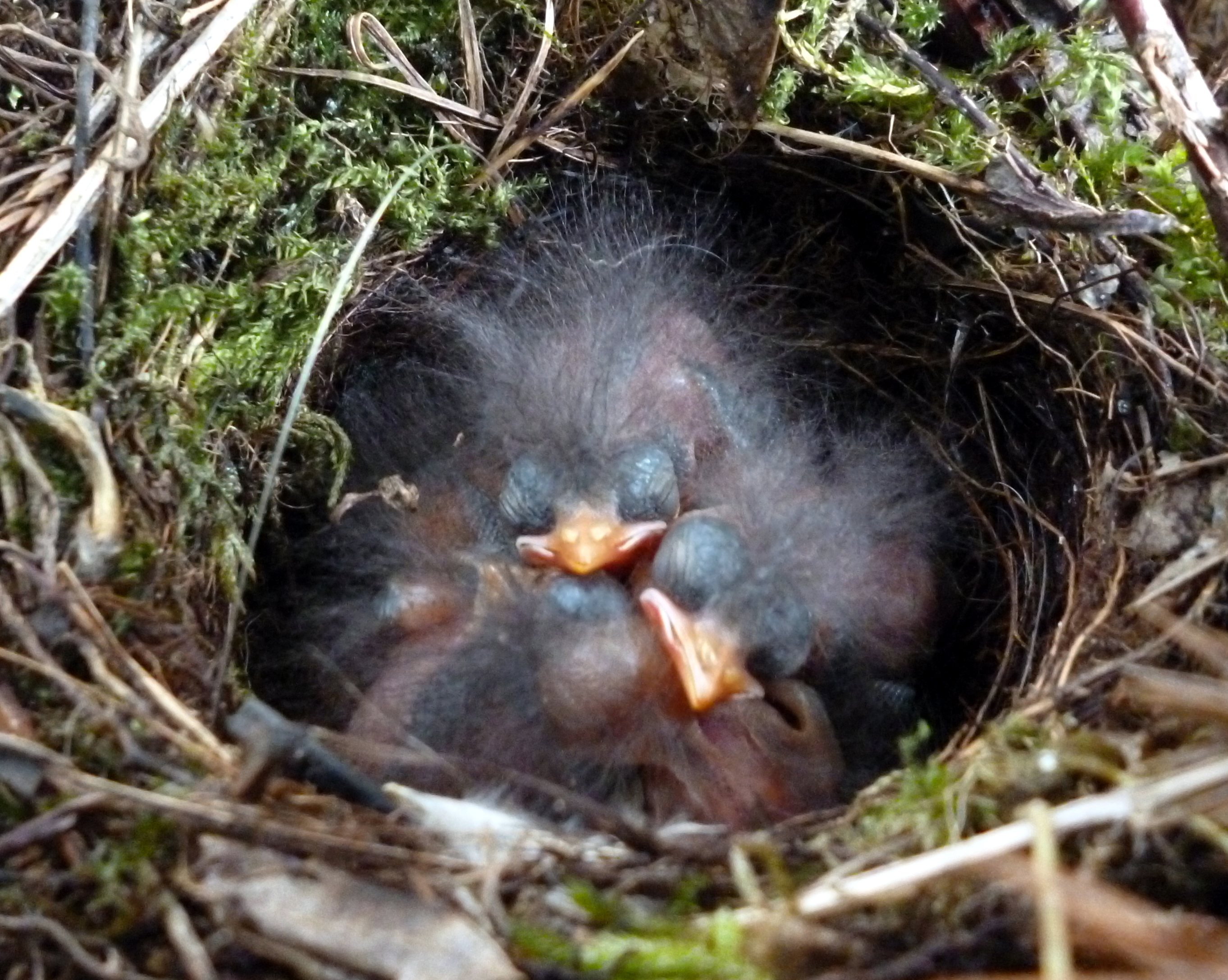
Wenige Tage alte Nestlinge der Heckenbraunelle

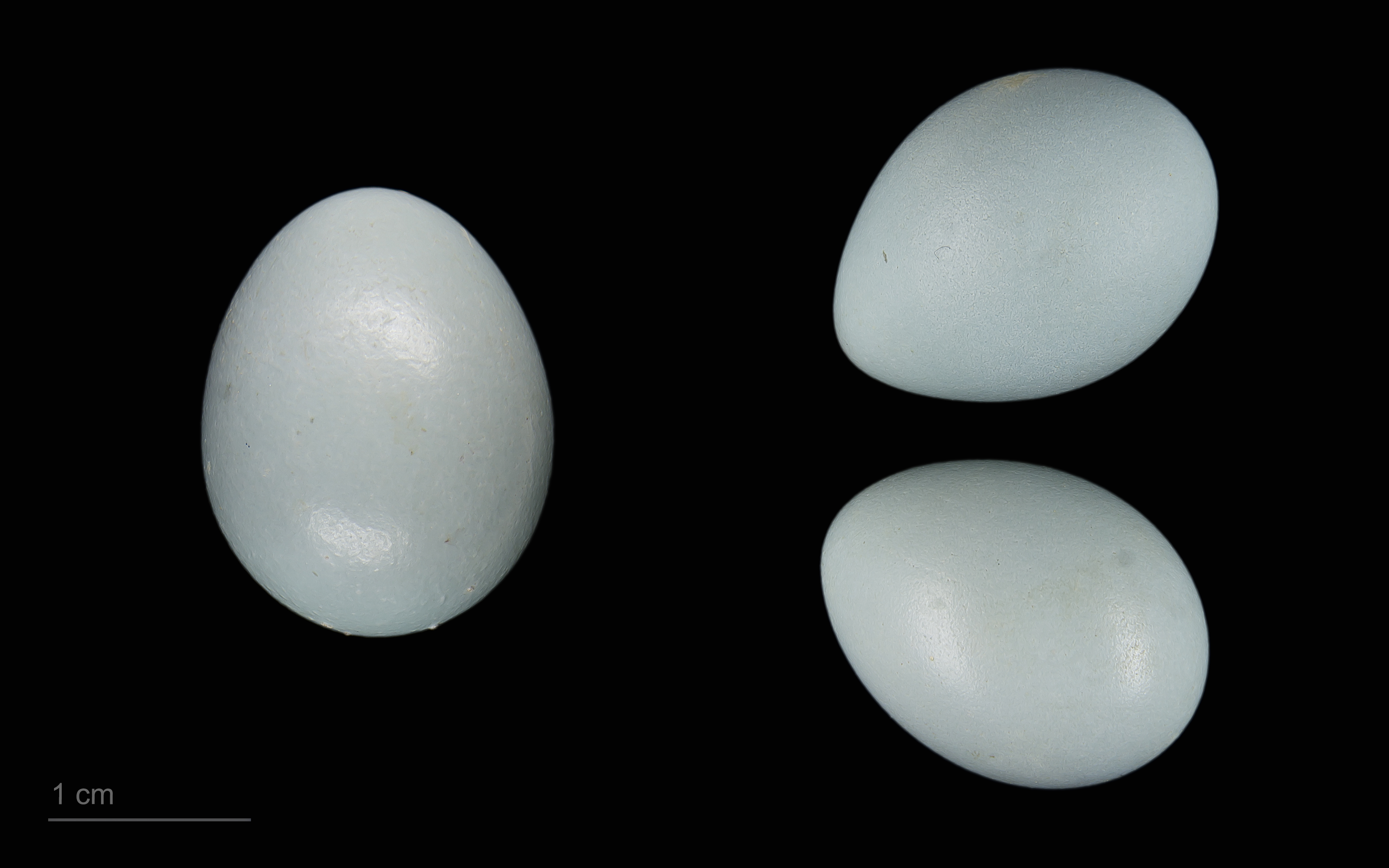
Vergleich: links: Kuckuck rechts: Heckenbraunelle, Sammlung Museum Toulouse.

Heckenbraunellen haben sehr komplexe Paarbeziehungen. Da auch die Weibchen Reviere besetzen und diese sich mit den Revieren von zwei Männchen überlappen können, haben Heckenbraunellenweibchen gelegentlich zwei Männchen als Partner. Genauso häufig haben Männchen mehrere Weibchen oder ein dominantes Paar besetzt ein Territorium, bei dem unterlegene, aber ebenfalls verpaarte Männchen bei der Brutpflege helfen.
Männchen benötigen nur eine Zehntelsekunde für die Kopulation und können sich mehr als 100 Mal am Tag paaren.
Das Nest wird niedrig über dem Boden im Dickicht versteckt gebaut. Es befindet sich in der Regel zwischen 60 Zentimetern und drei Metern auf der Schattenseite eines Baumes, Strauches oder niedrigen Busches. Es besteht aus einem Napf aus Halmen, über das Moose verbracht werden. Dann wird es mit Haaren und Federn ausgepolstert. Es gibt zwei Jahresbruten im April und im Juli. Die erste Brut geht oft verloren. Die auffallend gefärbten Eier sind im April in der noch spärlich ausgebildeten Vegetation eine leichte Beute für Nesträuber. Das Gelege besteht aus drei bis sechs grünblauen Eiern und wird 13 bis 14 Tage vorwiegend vom Weibchen bebrütet. Die Jungen werden dann von beiden Eltern noch 11 bis 14 Tage gefüttert.
Die Neuseeländischen Heckenbraunellen brüten in der Zeit von August bis Januar und ziehen in dieser Zeit zwei bis drei Gelege auf.

## Bestand
Der europäische Gesamtbestand wird zu Beginn des 21. Jahrhunderts auf etwa zwölf bis 26 Millionen Brutpaare geschätzt. Das entspricht mehr als 95 Prozent des Weltbestandes. Zu den Ländern mit mehr als einer Million Brutpaare zählen Finnland, Russland, Großbritannien, Schweden, Deutschland und Norwegen. Der mitteleuropäische Bestand wird auf 2,8 bis 4,7 Millionen Brutpaare geschätzt.
Der Bestand gilt insgesamt als stabil. In Mitteleuropa ist seit Ende des 19. Jahrhunderts eine deutliche Bestandszunahme und Arealausweitung zu verzeichnen. Die Art hat von der zunehmenden Anpflanzung von Fichtenkulturen im Tiefland gebietsweise profitiert. In Ungarn hat sie sich kontinuierlich von den Flussauen in koniferenreiche Siedlungsränder ausgebreitet. Grundsätzlich schwanken die Bestände aber stark, da vor allem harte Winter eine sehr hohe Mortalitätsrate bei dieser Art nach sich ziehen.

## Die Heckenbraunelle in der Literatur
Der viktorianische Ornithologe und Pfarrer Francis Orpen Morris wählte in seinem in Großbritannien sehr populären Werk A history of British Birds die Heckenbraunelle als Beispiel für Bescheidenheit und Zurückhaltung. Francis Orpen Morris war sich allerdings nicht des komplexen Paarungsverhaltens der Heckenbraunelle bewusst.
Der englische Novellist Nigel Hinton beschrieb in seinem Werk Im Herzen des Tals „ein Jahr im Leben der Heckenbraunelle in einem kleinen englischen Tal“.
Der norwegische  Schriftsteller Jo Nesbø stellte in seinem Buch Rotkehlchen die Behauptung auf „dass jedes Jahr sechzig Prozent der gesamten Population der Heckenbraunellen sterben“.